# عيسى ريان
عيسى ريان (بالإنجليزية: Issa Rayyan)‏ هو لاعب كرة قدم أمريكي في مركزي الوسط والهجوم، ولد في 24 أغسطس 2000 في ديربورن في الولايات المتحدة. لعب مع بثلهام ستييل.